# Euzebi Ostaszewski
Euzebi Ostaszewski (ur. 1756, zm. 1794) – dowódca kompanii w insurekcji kościuszkowskiej, kapitan Regimentu Gwardii Pieszej Koronnej, członek sprzysiężenia 1793–1794 roku, członek Rady Cywilnej i Wojskowej.

## Życiorys

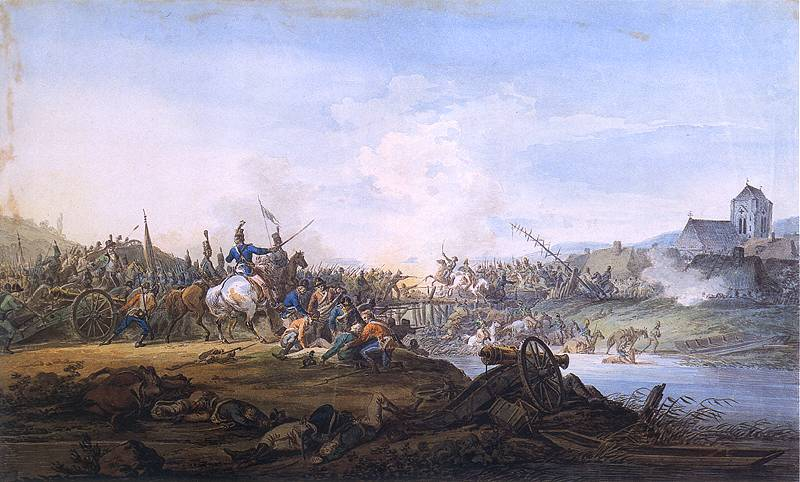
Aleksander Orłowski, Bitwa wojska kościuszkowskiego z rosyjskim o przeprawę na rzece

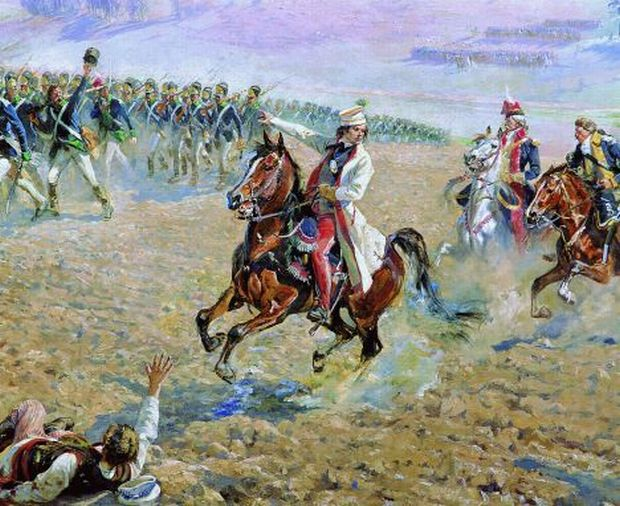
Wojciech Kossak, Kościuszko pod Racławicami (fragment panoramy racławickiej)

Urodził się w 1756 roku w szlacheckiej rodzinie Ostaszewskich herbu Ostoja jako syn Mikołaja Ostaszewskiego, podwojewodzego ziemi wyszogrodzkiej i Franciszki z Miszewskich. Jego rodzice byli właścicielami majątku ziemskiego Milewo-Ruszczyny na Mazowszu. Posiadali również królewszczyznę Wilczkowo koło Wyszogrodu.
Od wczesnych lat poświęcił się służbie wojskowej. W 1779 był sierżantem w Regimencie Gwardii Pieszej Koronnej. 5 stycznia 1788 roku postąpił na chorążego, 20 maja 1791 na podporucznika a 1 sierpnia 1792 roku na porucznika.
Podczas insurekcji kościuszkowskiej wszedł do Rady Cywilnej i Wojskowej.
19 kwietnia 1794 podpisał akces do powstania narodowego Tadeusza Kościuszki. 
21 maja 1794 awansował w Regimencie Gwardii Pieszej Koronnej na kapitana z kompanią.
Prawdopodobnie poległ w powstaniu, gdyż nie występuje w źródłach z okresu po insurekcji kościuszkowskiej.
Miał siostrę Annę, ur. 27 lipca 1757, zaślubioną w 1775 Kazimierzowi Zawadzkiemu, i trzech braci: Romualda, ur. 9 lutego 1759, pisarza sądowego ziemi wyszogrodzkiej w 1792 r., Ignacego, ur. około 1760 r. i Józefa, ur. w 1765 r.
Używał imion Euzebiusz i Euzebi. 
Jest wspomniany w pamiętnikach Jana Kilińskiego i w powieści Władysława Reymonta “Rok 1794 - Insurekcja”.